# Pristidactylus araucanus
Espèce
Statut de conservation UICN

 LC  : Préoccupation mineure
Synonymes
- Cupriguanus araucanus Gallardo, 1964

Pristidactylus araucanus est une espèce de sauriens de la famille des Leiosauridae.

## Répartition
Cette espèce est endémique de la province de Neuquén en Argentine.

## Publication originale
- Gallardo, 1964 : Los generos "Urostrophus" D. et B. y "Cupriguanus" gen. nov. (Sauria, Iguanidae) y sus especies. Neotropica, Buenos Aires vol. 10, no 33, p. 125-136.